# Hudson Braga
Hudson Braga, também conhecido como Braguinha, é um administrador e político brasileiro. Formado em administração de empresas com mestrado em Gestão Estratégica de Negócios, foi secretário estadual de Obras do Rio de Janeiro entre setembro de 2011 e julho de 2014, durante as gestões dos governadores Sérgio Cabral Filho e Luiz Fernando Pezão. Anteriormente, Braguinha havia ocupado, entre janeiro de 2007 e setembro de 2011, o cargo de subsecretário executivo de Obras.
Entre 1997 e 2004, Hudson Braga foi secretário municipal de Administração da prefeitura de Volta Redonda, onde implantou projetos como o do estacionamento rotativo e o do sistema de câmeras de segurança.
No dia 17 de novembro de 2016, Hudson foi preso sob a acusação de ser um dos operadores administrativos de uma organização criminosa chefiada por Sérgio Cabral Filho que teria desviado verba pública destinada a diversas obras no Rio de Janeiro. Por causa disto, Braguinha foi condenado a 27 anos de reclusão.

## Biografia
Hudson Braga começou sua carreira no setor público como secretário municipal de Administração da prefeitura de Volta Redonda, durante os dois primeiros mandato do prefeito Antônio Francisco Neto. Em 2007, passou a integrar o Governo do Estado do Rio de Janeiro, inicialmente como subsecretário executivo de Obras. Tornou-se titular da Secretaria de Estado de Obras (SEOBRAS) em setembro de 2011 após o até então titular, Luiz Fernando Pezão, assumir a Coordenadoria Executiva dos Projetos e Obras de Infraestrutura. Como secretário, Braguinha conduziu projetos de grande porte, como a construção do Arco Metropolitano.
Em julho de 2014, Hudson Braga deixou a secretaria de Obras para ser o coordenador da campanha de Luiz Fernando Pezão para o cargo de governador do Rio de Janeiro nas eleições daquele ano. Em 2017, Braguinha declarou ao juiz Marcelo Bretas que apropriou-se de R$ 3 milhões oriundos de "sobras de campanha", dos quais R$ 2,2 milhões teriam sido investidos em um empreendimento imobiliário. O valor supostamente fora guardado pela transportadora de valores Trans-Expert.

## Controvérsias

### Irregularidades em obras na Região Serrana
Atualmente, Hudson Braga é réu em um processo que responde por improbidade administrativa. Ele é acusado de cometer irregularidades na contratação de empresas que iriam executar intervenções emergenciais nos municípios da Região Serrana e do entorno após a tragédia que ocorreu em 2011 na área, considerada o maior desastre climático da história do Brasil. De acordo com o Ministério Público Federal (MPF), o Governo do Estado do Rio de Janeiro recebeu da União uma verba de R$ 80 milhões para ser aplicada na recuperação e na reconstrução de pontes destruídas pelas chuvas. De acordo com a denúncia, das 41 pontes planejadas, uma estava concluída, outra estava em estágio final de construção, três tiveram apenas os serviços de fundação concluídos e outras duas estavam em processo de construção em dezembro de 2011, 11 meses após o trágico acontecimento. Hudson Braga e Affonso Monnerat, responsáveis pela gestão da verba, alegaram que os atos questionados na ação de improbidade teriam sido objeto de relatório no Tribunal de Contas da União (TCU) e na Controladoria-Geral da União (CGU) e que as ações haviam sido arquivadas.
Dentre as irregularidades cometidas por Braguinha e por Affonso apontadas pelo MPF, têm-se: a dispensa de licitação por prazo excedente ao admitido para a hipótese de calamidade pública; contratações sem projetos básicos adequados; a adoção de preços antieconômicos e direcionamento fraudulento das avenças em proveito de empresas determinadas; e o retardamento injustificável no saneamento das pendências existentes descritas no plano de trabalho.

### Operação Calicute
No dia 17 de novembro de 2016, a Polícia Federal cumpriu um mandado de prisão preventiva contra Hudson Braga no Rio de Janeiro. A prisão de Hudson Braga foi decretada no âmbito da Operação Calicute, que apura crimes de corrupção, lavagem de dinheiro e associação criminosa em diversas obras no Rio de Janeiro, como a construção do Arco Metropolitano e a reforma do Estádio do Maracanã para a Copa do Mundo de 2014. Principal alvo da operação, o ex-governador fluminense Sérgio Cabral é apontado como chefe de uma organização criminosa que teria desviado pelo menos R$ 224 milhões dos cofres públicos. Além de Braguinha e Cabral, foram presos preventivamente na mesma operação: Wilson Carlos, ex-secretário de Governo; Carlos Emanuel de Carvalho Miranda, sócio de Cabral na empresa SCF Comunicação; Wagner Jordão Garcia, ex-assessor de Sérgio Cabral; Luiz Carlos Bezerra, ex-assessor de orçamento de Paulo Melo; José Orlando Rabelo, ex-chefe do gabinete de Hudson Braga; e Luiz Paulo Reis, apontado como "testa de ferro" de Braguinha.
Segundo os investigadores da Operação Calicute, Hudson Braga e Wilson Carlos eram os operadores administrativos da organização criminosa comandada por Sérgio Cabral. Eles eram os responsáveis por solicitar e administrar o recebimento de vantagens indevidas pagas por empreiteiras. No dia 20 de setembro de 2017, Hudson Braga foi condenado a 27 anos de reclusão na Operação Calicute pelo juiz Marcelo Bretas, da 7ª Vara Federal Criminal do Rio de Janeiro.

### Bens acumulados
Segundo investigações do Ministério Público, Hudson Braga tem muitos bens acumulados em Volta Redonda, entre eles um posto de gasolina, onde teria obtido um lucro de cerca de R$ 1 milhão com um investimento de apenas R$ 20 mil. Braguinha também é apontado como dono de um apartamento de luxo no bairro volta-redondense do Jardim Amália e de uma empresa que funcionava em duas salas de um prédio comercial.
No dia 17 de agosto de 2017, a Justiça Federal realizou o leilão de dois automóveis de Hudson Braga e de outros dois de Wagner Jordão Garcia. Somente os carros de Hudson, um Pajero blindado de cor prata 2014/2015 e um Toyota Corolla blindado, foram vendidos no dia pelo preço de avaliação. Investigações apontam que Braguinha também seria dono de uma lancha e de um helicóptero.